# Radical 174
Le radical 174, qui signifie le bleu ou le vert, est un des 9 des 214 radicaux chinois répertoriés dans le dictionnaire de Kangxi composés de huit traits.
Le caractère Unicode de 青 est 9752.

## Caractères avec le radical 174
| nombre de traits          | caractères |
| ------------------------- | ---------- |
| Sans trait supplémentaire | 靑 青      |
| 4 traits supplémentaires  | 靓 靔      |
| 5 traits supplémentaires  | 靕 靖 靖   |
| 6 traits supplémentaires  | 靗 靘 静   |
| 7 traits supplémentaires  | 靚         |
| 8 traits supplémentaires  | 靛 靜      |
| 10 traits supplémentaires | 靝         |